# Тортуга
 Тази статия е за хаитянския остров.  За венецуелския остров вижте Тортуга (Венецуела).  
Тортуга (на френски: Île de la Tortue; на испански: Île de la Tortue; на хаитянски креолски: Latòti) е остров в Карибско море, част от държавата Хаити, разположен на северозапад от остров Испаньола.
Има площ от 180 km². Населението му е наброява 35 347 (оценка) към 2009 г. Името на острова идва от испански и френски и означава остров на костенурката. През XVII век Тортуга е бил главен център на пиратството. Освен това в днешно време е и известна офшорна зона. Ограден е от коралови рифове. Покрит е с гори от махагон, желязно дърво и др. Отглеждат се маниока, рицин, банани, батат, тютюн.